# Кац, Ана
Ана Кац (исп. Ana Katz; род. 2 ноября 1975[…], Буэнос-Айрес) — аргентинская актриса, сценарист, режиссёр театра и кино.

## Биография
Окончила Университет киноискусства в Буэнос-Айресе. Сняла несколько короткометражных лент, с которыми участвовала в кинофестивалях Бразилии, Мексики, Украины, Нидерландов, Кубы, Аргентины. Изучала актёрское искусство, участвовала в нескольких театральных постановках. Работала ассистентом режиссёра на съемках фильма Пабло Траперо «Мир крановщика» (1998). Первый полнометражный фильм «Игра в стулья» выпустила в 2002 году, была в нём также сценаристом, исполнила одну из ролей; лента получила премии на фестивалях в Испании, ФРГ, Франции. Поставила этот свой сценарий в театре Сан-Мартина в Буэнос-Айресе, постановка номинировалась на премию ACE (Ассоциации театральных критиков Аргентины). В 2003 году вошла в жюри МКФ в Сан-Себастьяне. Исполнила одну из ролей в фильме Хуана Ребельи и Пабло Столля «Виски» (2004). Ставит фильмы и спектакли как в Аргентине, так и в Уругвае. Преподает в Университете киноискусства.
Муж — уругвайский актёр Даниэль Эндлер (они играли супругов в фильме «Виски»), у пары двое детей.

## Режиссёрские работы

### Короткометражные фильмы
- Merengue (1995)
- Pantera (1998)
- Ojalá corriera viento (1999)
- Despedida (2003)
- El fotógrafo 2005)

### Полнометражные фильмы
- «Игра в стулья» / El juego de la silla (2002, номинация на премию Ассоциации кинокритиков Аргентины Серебряный кондор за лучший фильм, премия МКФ в Сан-Себастьяне, премия за лучший дебют на фестивале латиноамериканского кино в Лериде, премия французских кинокритиков Открытие на МКФ в Тулузе, премия жюри лучшему режиссёру на фестивале латиноамериканского кино в Триесте)
- «Странствующая невеста» / Una novia errante (2006, был показан в программе Особый взгляд Каннского МКФ, премия МКФ в Сан-Себастьяне, номинация на премию Ассоциации кинокритиков Аргентины Серебряный кондор за лучший сценарий, номинация на премию за лучший фильм на МКФ в Картахене и Фрибуре, две премии на Фестивале латиноамериканского кино в Лиме)
- «Семья Марсиано» / Los Marziano (2011, номинация на премию за лучший фильм на МКФ в Сан-Себастьяне, номинацию на премию Киноакадемии Аргентины за лучший сценарий)
- Sueño Florianópolis (в производстве)

## Актерские работы
- «Игра в стулья» / El juego de la silla (2002) — Лаура
- «Виски» (2004) — Грасьела
- «Странствующая невеста» / Una novia errante (2006) — Инес
- Lengua materna (2010)
- El crítico (2013) — Роксана
- Por un tiempo (2013)